# Kulhar

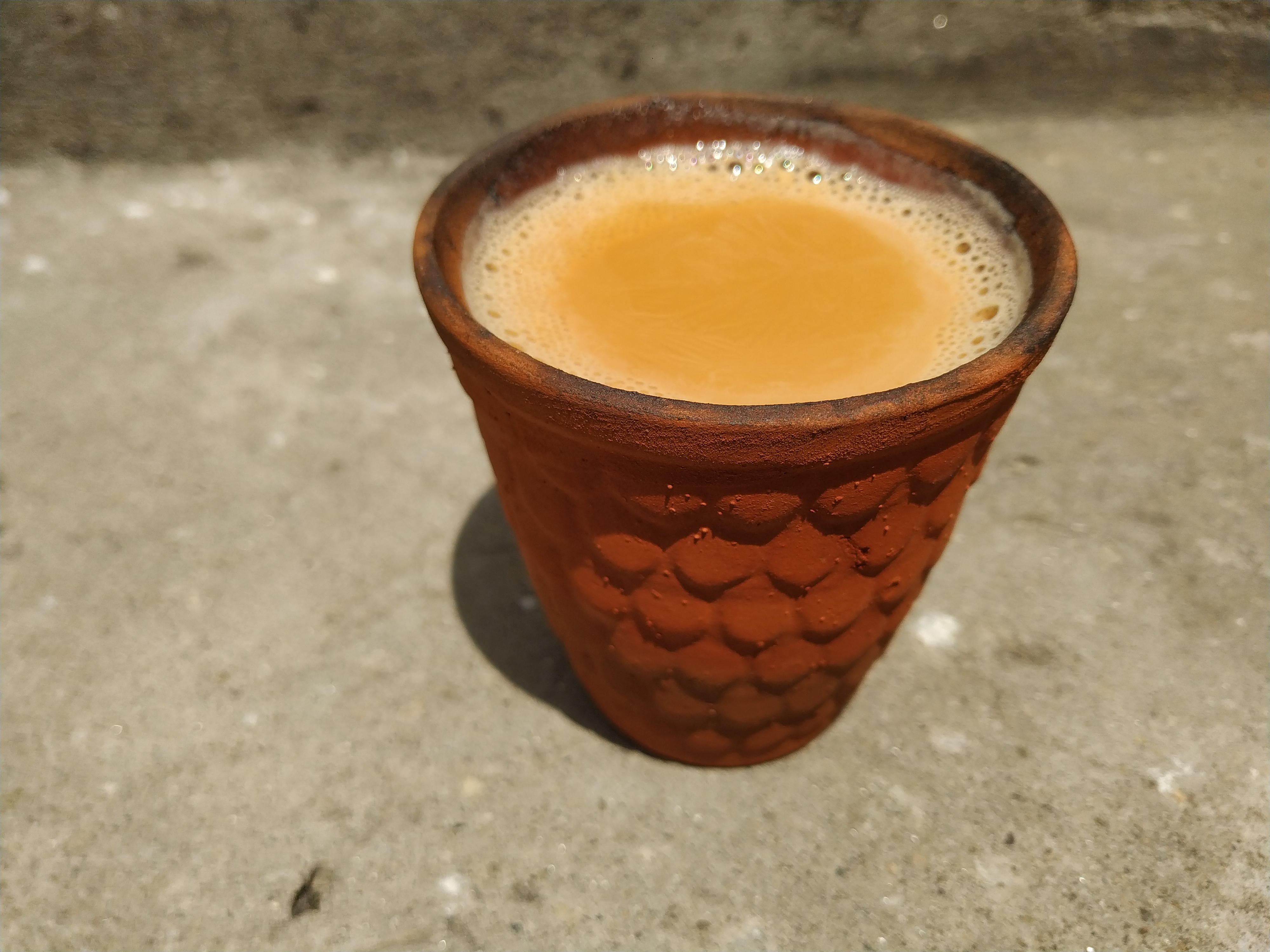
En kulhar med Masala chai.

En kulhar (hindi: कुल्हड़, urdu: کلہڑ) är ett traditionellt dryckeskärl av lergods utan hank som är vanlig i basarer och gatukök i Främre Indien. Den är oglaserad och saknar vanligen dekor. En kulhar används bara en gång och kastas efter användning.
En kulhar bränns vid lägre temperatur än vanligt lergods. Den är porös och ger drycken en lätt smak av lerjord. Varma drycker som te och varm mjölk med socker serveras ofta i en kulhar liksom yoghurt och regionala desserter som  kulfi (glass gjord på buffelmjölk). Kulhar har på många plstser ersätts av pappersmuggar, som är lättare att transportera, men är fortfarande vanliga i Kolkata-området.
I samband med den förnyelse av Indiens järnvägar som initierades av järnvägsminister Laloo Prasad Yadav med målet att göra järnvägen renare och mera miljövänlig förbjöds all plast ombord på tågen år 2004. Alla drycker skulle serveras i en kulhar. Lerkärlen ansågs mer hygieniska eftersom de, i motsats till plastmuggarna, inte kunde återanvändes. På snabbtågen omkring New Delhi använde man 
36 000 muggar varje dag och ytterligare 10 000 
på fjärrtågen.
Yadavs projekt misslyckades men de klassiska lerkärlen har introducerats på järnvägsstationerna i Bihar.